# Domesticazione del fuoco

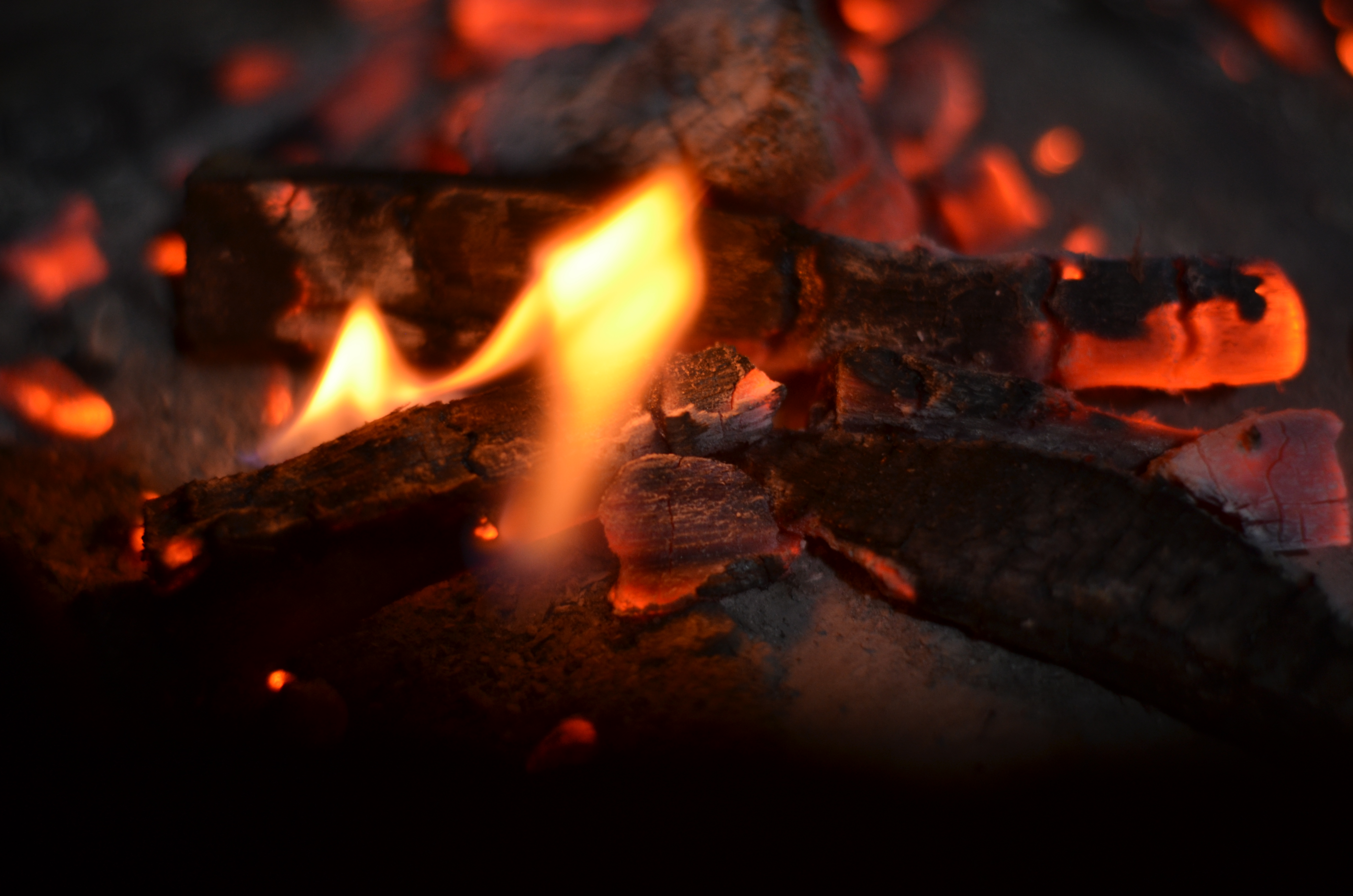
Un fuoco domestico

La domesticazione del fuoco, definita anche scoperta del fuoco o controllo del fuoco, è l'acquisizione da parte dell'essere umano della capacità di accendere un fuoco, mantenerlo acceso e impedire che si propaghi. Fu un punto di svolta nell'evoluzione culturale dei primi esseri umani, e consentì loro il possesso di una fonte di luce e calore. In particolare, tale scoperta permise la cottura dei cibi, l'espansione territoriale in climi freddi, lo sviluppo dell'attività umana nelle ore notturne, la protezione dai predatori e la costruzione di migliori utensili per la caccia e le altre attività.
La domesticazione del fuoco fu un processo lento. Dapprima gli esseri umani impararono a controllare i fuochi accesi per cause naturali, e solo in un secondo momento appresero le tecniche necessarie per accendere un fuoco. Le prime evidenze di domesticazione del fuoco da parte del genere Homo variano tra 1,4 e 2,3 milioni di anni or sono, ma le prove di un controllo diffuso del fuoco da parte dell'essere umano moderno risalgono a 125.000 anni fa.

## Prove

### Africa orientale
Le più antiche prove di uso umano del fuoco provengono da vari siti archeologici nell'Africa orientale, come Chesowanja vicino al Lago Baringo, Koobi Fora ed Olorgesailie in Kenya. Le prove a Chesowanja consistono in cocci di argilla rossa datati 1,42 milioni di anni (Ma). Il trattamento di pre-riscaldamento sui frammenti trovati presso il sito mostra che l'argilla deve essere stata scaldata a 400 °C per farla indurire.
A Koobi Fora, i siti FxJjzoE e FxJj50 mostrano prove di controllo del fuoco da parte dell'Homo erectus di 1,5 milioni di anni fa, sulla base di arrossamento del sedimento che può derivare solo da riscaldamento a 200-400 °C. Presso un sito a Olorgesailie, Kenya, esiste una depressione dall'aspetto simile ad un focolare. Fu trovata qualche microscopica traccia di carbone vegetale, che potrebbe essere derivato da un incendio naturale della boscaglia.
A Gadeb, Etiopia, frammenti di ignimbrite che sembravano essere stati bruciati furono trovati nella Località 8E, ma la rinfiammazione delle rocce potrebbe essere dovuta all'attività vulcanica locale. I frammenti sono stati trovati tra i manufatti acheuleani creati dall'H. erectus.
Nella valle del fiume Auasc, furono rinvenute depressioni di argilla rossastra a forma conica che potrebbero essere state create da temperature di 200 °C. Si pensa che tali formazioni siano ceppaie di alberi bruciati che sono stati accesi lontano dal sito della loro dimora. Nella valle dell'Auasc si trovano inoltre pietre bruciate, ma anche ignimbrite vulcanica.

### Africa meridionale
Le più antiche prove conclusive del controllo umano del fuoco furono trovate a Swartkrans, Sudafrica. Parecchie pietre bruciate furono rinvenute in mezzo ad utensili acheuleani, utensili d'osso ed ossa con segni di ferite da taglio inflitte da ominidi. Questo sito mostra anche alcune delle più antiche prove del consumo di carne da parte dell'H. erectus. La Caverna dei Focolari nel Sudafrica contiene depositi bruciati datati da 0,2 a 0,7 Ma, così come vari altri siti quali la Caverna Montagu (da 0,058 a 0,2 Ma) e le caverne alla foce del fiume Klasies (da 0,12 a 0,13 Ma).
Le prove più solide vengono dalle Cascate Kalambo nello Zambia dove sono stati recuperati vari manufatti collegati all'uso del fuoco da parte degli uomini, compresi tronchi carbonizzati, carbone vegetale, aree arrossate, ciuffi d'erba e piante carbonizzati e attrezzi di legno che potrebbero essere stati induriti dal fuoco. Il sito è stato datato al 61.000 a.C. attraverso il metodo del carbonio-14 e al 110.000 a.C. attraverso la racemizzazione degli amminoacidi.
Dalla cultura di Stillbay, il fuoco era usato per trattare con il calore le pietre di silcrete allo scopo di aumentare la loro lavorabilità prima di essere spaccate per ricavarne degli utensili. Le ricerche identificano ciò non solo nei siti di Stillbay che risalgono al 72.000 a.C., ma anche in siti come quello di Pinnacle Point che potrebbero risalire al 164.000 a.C.

### Vicino Oriente
Un sito scoperto più recentemente a Bnot Ya'akov Bridge, Israele, mostra fuochi dell'H. erectus o H. ergaster fatti tra il 790 e il 690 ka. Presso la grotta di Qesem, 12 km ad est di Tel-Aviv, esistono prove dell'uso regolare del fuoco da prima del 382.000 a.C. a circa il 200.000 a.C. alla fine del Pleistocene inferiore. Le grandi quantità di ossa bruciate e le zolle di terreno moderatamente riscaldate suggeriscono che la macellazione e la disossazione delle prede avevano luogo vicino ai focolari.

### Estremo Oriente
A Xihoudu, nella provincia dello Shanxi, ci sono prove di combustione per lo scolorimento nero, grigio e verde-grigiastro delle ossa di mammiferi. Un altro sito in Cina è Yuanmou, nella provincia di Yunnan, dove sono state trovate ossa di mammiferi.
A Trinil, Giava, depositi simili di ossa annerite e di carbone vegetale sono stati rintracciati tra i fossili dell'H. erectus.

#### Zhoukoudian

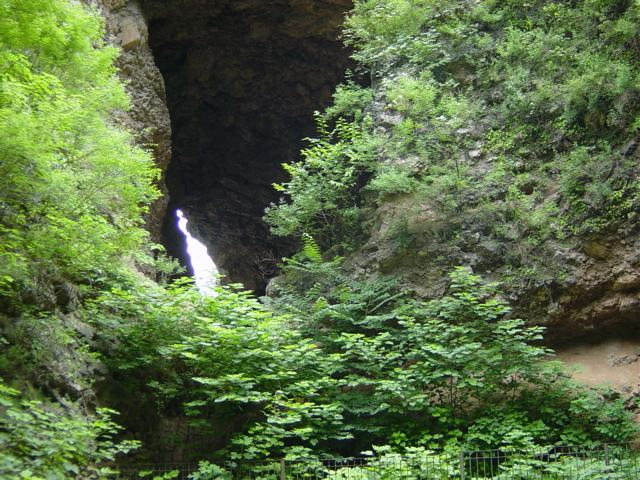
Le Caverne di Zhoukoudian, un patrimonio dell'umanità in Cina.

Presso Zhoukoudian in Cina, le prove del fuoco risalgono da 500.000 a 1,5 milioni di anni fa. Il fuoco a Zhoukoudian è suggerito dalla presenza di ossa bruciate, manufatti bruciati di pietra scheggiata, carbone vegetale, cenere e focolari a fianco di fossili dell'H. erectus nello Strato 10 presso la Località 1. Queste prove provengono dalla Località 1 presso Zhoukoudian, dove si scoprì che il colore di parecchie ossa andava in modo uniforme dal nero al grigio. Si determinò che le sostanze estratte dalle ossa erano caratteristiche di ossa bruciate piuttosto che di macchie di manganese. Questi residui, alla spettroscopia infrarossa, mostravano anche la presenza di ossidi, ed un osso che era turchese fu riprodotto in laboratorio riscaldando alcune delle altre ossa trovate nello Strato 10. Presso il sito, lo stesso effetto potrebbe essere stato causato dal riscaldamento naturale, in quanto l'effetto si era prodotto su ossa bianche, gialle e nere. Lo stesso Strato 10 è descritto come cenere con silicio, alluminio, ferro e potassio prodotti biologicamente, ma sono assenti i resti di ceneri di legno come aggregati silicei. Fra questi sono possibili focolari "rappresentati da silt e argilla finemente laminati interstratificati con frammenti bruno-rossicci e giallo-bruni di materia organica, mescolati localmente con frammenti di arenaria e silt, argilla e materia organica di colore bruno scuro finemente laminati." Il sito stesso non mostra che a Zhoukoudian siano stati accesi fuochi, ma l'associazione di ossa annerite con
manufatti di pietra indica almeno che gli uomini controllavano effettivamente il fuoco al tempo in cui abitavano la caverna di Zhoukoudian.

### Europa
Anche in Europa molteplici siti hanno mostrato prove dell'uso del fuoco da parte dell'H. erectus. Il più antico è stato rinvenuto a Vértesszőlős, Ungheria, dove erano state trovate prove di ossa bruciate ma non di carbone vegetale. Torralba ed Ambrona, Spagna, mostrano carbone vegetale e legno, utensili di pietra acheuleani datati da 0,3 a 0.5 Ma.
A Saint-Estève-Janson in Francia, ci sono prove di cinque focolari e di terra arrossata nella Caverna di Escale. Questi focolari sono stati datati a 200 ka.
Le prove medie affermano che il controllo diffuso di Homo neanderthalensis cominciò nel 125.000 a.C.

## Cambiamenti nel comportamento
Un importante cambiamento nel comportamento degli uomini fu introdotto dal controllo del fuoco e della luce che lo accompagnava. L'attività non era più limitata alle ore del giorno. In aggiunta, alcuni mammiferi ed insetti mordaci evitavano il fuoco ed il fumo. Il fuoco inoltre portò al miglioramento della nutrizione mediante le proteine cotte.

## Cambiamenti nella dieta
Stahl suggerì che, a causa dei componenti indigeribili delle piante, come la cellulosa e l'amido grezzi, certe parti della pianta quali fusti, foglie mature, radici espanse e tuberi, non avrebbero fatto parte della dieta degli ominidi anteriormente all'avvento del fuoco. La dieta consisteva invece delle parti delle piante costituite da zuccheri e carboidrati più semplici come semi, fiori e frutti carnosi. A condizionare la dieta fu anche l'incorporazione di tossine nei semi e in analoghe fonti di carboidrati, poiché i glicosidi cianogenici, come quelli presenti nei semi di lino, nella cassava o manioca, sono resi non tossici attraverso la cottura. I denti dell'H. erectus ed il logoramento sui denti stessi riflettono il consumo di cibi come le carni dure e gli ortaggi dalla radice croccante.
La cottura, com'è evidente dalle ossa bruciate e annerite di mammiferi, rende la carne più facile da mangiare e da digerire, agevolando la nutrizione con il suo apporto proteico. La quantità di energia richiesta per digerire la carne cotta è minore di quella della carne cruda, e la cottura gelatinizza anche il collagene ed altri tessuti connettivi, "apre le molecole strettamente intrecciate dei carboidrati per un più facile assorbimento." La cottura, inoltre, uccide i parassiti e i batteri che avvelenano gli alimenti.